# 高麗語 (蘇聯)
高麗語是一種朝鮮語方言，比較近似於咸鏡道方言。主要使用者為高麗人，即移居蘇聯的朝鲜民族。但当今的年轻一辈的高麗人多以俄語而非朝鲜語為母語。

## 書寫
高麗語並非書面語言（高麗人的書面語言往往按照朝鮮語標準）。但仍有一些現代高麗作家採用高麗語創作了戲劇和短篇小說，如哈薩克斯坦劇作家拉甫连季·孫。
在20世紀30年代末，也曾出現了某些政府官員和語言學家推行高麗語拉丁化運動，但未獲成功。

## 教學
在教學方面，儘管部分人嘗試過，如一名韓國教授試圖在阿拉木圖國立大學開設高麗語教學。但高麗語始終未能成為一門課程或一種教學媒介。